# Division IIB du Championnat du monde de hockey sur glace 2016
Navigation
Division IIB en 2015 Division IIB en 2017
Le tournoi de la Division IIB du Championnat du monde de hockey sur glace 2016 se déroule à Mexico au Mexique du 9 au 15 avril 2016.  
| \| Localisation de Mexico, capitale du Mexique. \| Localisation de Mexico, capitale du Mexique. |
| Localisation de Mexico, capitale du Mexique.                                                    |

## Format de la compétition

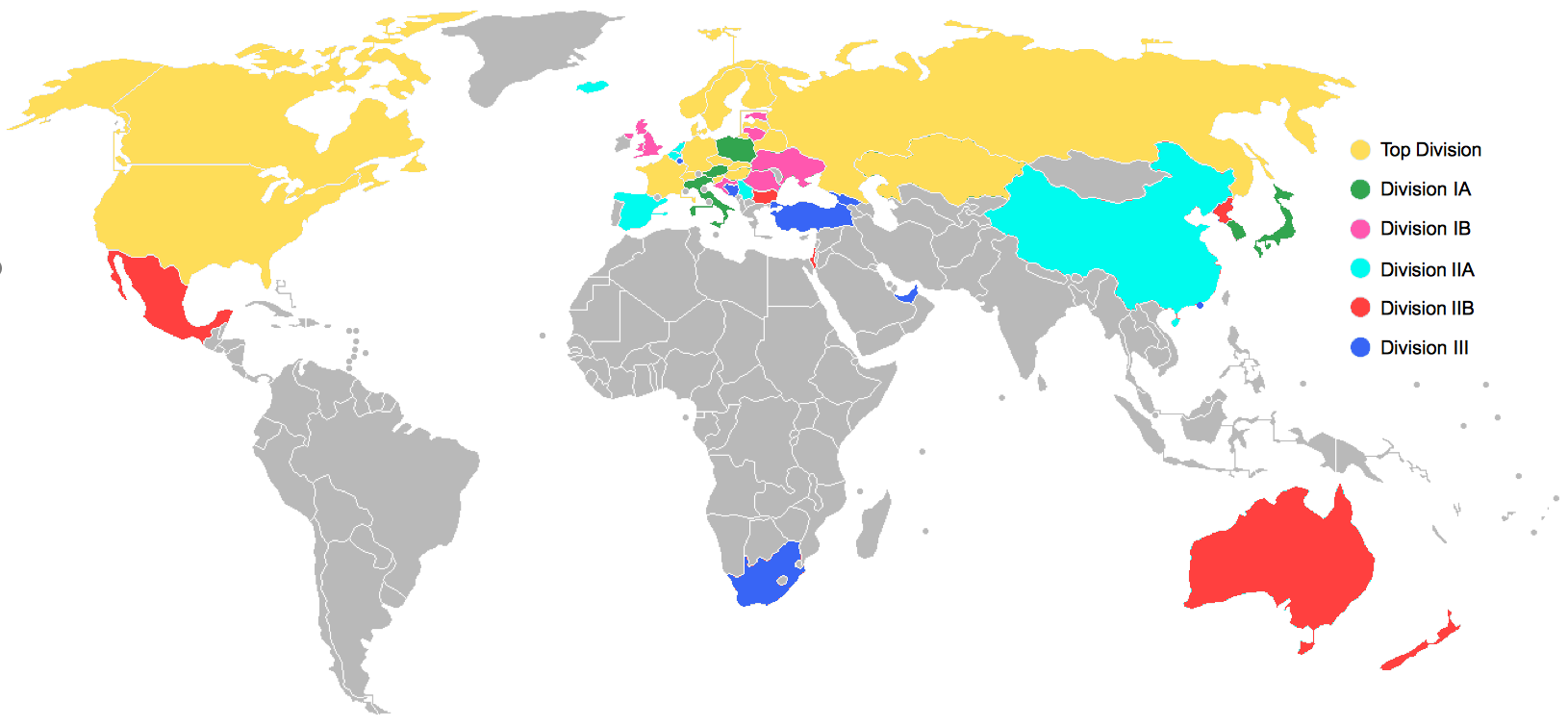
Nations participant au Championnat du monde de hockey sur glace 2016, par division.

Le Championnat du monde de hockey sur glace est un ensemble de plusieurs tournois regroupant les nations en fonction de leur niveau. Les meilleures équipes disputent le titre dans la Division Élite.
Le groupe principal (Division Élite) regroupe 16 équipes réparties en deux poules de 8 qui disputent un tour préliminaire. Les 4 premiers de chaque poule sont qualifiés pour les quarts de finale et les derniers sont relégués en Division IA.
Pour les autres divisions qui comptent 6 équipes (sauf la Division III qui en compte 7), les équipes s’affrontent entre elles et, à l'issue de cette compétition, le premier est promu dans la division supérieure et le dernier est relégué dans la division inférieure.
Lors des phases de poule, les points sont attribués ainsi :
- 3 points pour une victoire dans le temps réglementaire ;
- 2 points pour une victoire en prolongation ou aux tirs de fusillade ;
- 1 point pour une défaite en prolongation ou aux tirs de fusillade ;
- aucun point pour une défaite dans le temps réglementaire.

## Matches
| 9 avril 2016 | Nouvelle-Zélande | 6-3 (3-0, 1-2, 2-1) | Israël | Icedome 115 spectateurs |

| Feuille de match | Feuille de match | Feuille de match                             | Feuille de match | Feuille de match                                                           |
| ---------------- | --- | -------------------------------------------- | --- | -------------------------------------------------------------------------- |
|                  | M. Frear (Henderson, Heyd) — 2 min 27 s (SN) Harrison (Coslett) — 10 min 45 s Ruddle (Harrop, Challis) — 12 min 15 s - Ruddle (Challis, Harrop) — 24 min 28 s - Cox (Lawrence) — 49 min 8 s Lawrence (Challis, Harrop) — 54 min 19 s (SN) | 1-0 2-0 3-0 3-1 4-1 4-2 4-3 5-3 6-3          | - Klein (Aharonovich) — 23 min 57 s (SN) - Mazour (Aharonovich) — 29 min 37 s Klein (Spivak, Maaravi) — 43 min 7 s - | Arbitrage : Martin de Wilde Juges de lignes Michael Harrington Sem Ramirez |
| Parry            | Gardiens | Loginov (12 min 15 s) Gokhberg (47 min 45 s) | | Arbitrage : Martin de Wilde Juges de lignes Michael Harrington Sem Ramirez |
| 12 min           | Pénalités | 14 min                                       | | Arbitrage : Martin de Wilde Juges de lignes Michael Harrington Sem Ramirez |
| 38               | Tirs | 32                                           | | Arbitrage : Martin de Wilde Juges de lignes Michael Harrington Sem Ramirez |

| 9 avril 2016 | Corée du Nord | 9-3 (4-1, 2-1, 3-1) | Bulgarie | Icedome 200 spectateurs |

| Feuille de match                | Feuille de match | Feuille de match                                | Feuille de match                                                                      | Feuille de match                                                             |
| ------------------------------- | --- | ----------------------------------------------- | ------------------------------------------------------------------------------------- | ---------------------------------------------------------------------------- |
|                                 | Kim N. (Kim Kw.) — 1 min 34 s Hong (Kim H., Ri P.) — 2 min 30 s Hong C-r (Kim S., An) — 4 min 58 s (SN) - Ri P. (Ri C., Kim H.) — 17 min 46 s Kim Ku. (Kang M., Pak S.) — 22 min 5 s Kim H. (Ri C.) — 25 min 21 s - Kim M. (Kim Kw., Kim N.) — 48 min 1 s (2 SN) An — 54 min 4 s An (Pak S.) — 56 min 55 s | 1-0 2-0 3-0 3-1 4-1 5-1 6-1 6-2 6-3 7-3 8-3 9-3 | - Abdi — 10 min 58 s - Georgiev (Isrenkov) — 29 min 2 s Abdi (Petkov) — 45 min 13 s - | Arbitrage : Miklos Haszonits Juges de lignes Jos Korte Maarten van den Acker |
| Pak K. (40 min) Pak I. (20 min) | Gardiens | Dimitrov (24 min 58 s) Petkov (35 min 2 s)      |                                                                                       | Arbitrage : Miklos Haszonits Juges de lignes Jos Korte Maarten van den Acker |
| 4 min                           | Pénalités | 32 min                                          |                                                                                       | Arbitrage : Miklos Haszonits Juges de lignes Jos Korte Maarten van den Acker |
| 45                              | Tirs | 16                                              |                                                                                       | Arbitrage : Miklos Haszonits Juges de lignes Jos Korte Maarten van den Acker |

| 9 avril 2016 | Mexique | 4-5 (pr) (1-0, 1-4, 2-0, 0-1) | Australie | Icedome 2 000 spectateurs |

| Feuille de match | Feuille de match | Feuille de match                    | Feuille de match | Feuille de match                                                         |
| ---------------- | --- | ----------------------------------- | --- | ------------------------------------------------------------------------ |
|                  | Majul (Cervantes) — 7 min 7 s Majul (Ugarte, Cervantes) — 25 min 28 s - Cervantes (Majul) — 40 min 28 s Arroyo (Ugarte, Cervantes) — 55 min 37 s (SN) - | 1-0 2-0 2-1 2-2 2-3 2-4 3-4 4-4 4-5 | - Webster (Powell, Humphries) — 28 min 1 s (2 SN) Darge (Todd, Malloy) — 31 min 10 s (IN) Humphries (Powell, Webster) — 35 min 19 s (SN) Byers (Darge, Schlamp) — 39 min 14 s - Humphries — 63 min 42 s (IN) | Arbitrage : Mario Maillet Juges de lignes William Hancock James Kavanagh |
| de la Garma      | Gardiens | Kimlin                              | | Arbitrage : Mario Maillet Juges de lignes William Hancock James Kavanagh |
| 18 min           | Pénalités | 32 min                              | | Arbitrage : Mario Maillet Juges de lignes William Hancock James Kavanagh |
| 33               | Tirs | 38                                  | | Arbitrage : Mario Maillet Juges de lignes William Hancock James Kavanagh |

| 10 avril 2016 | Israël | 8-4 (5-1, 2-1, 1-2) | Corée du Nord | Icedome 20 spectateurs |

| Feuille de match | Feuille de match | Feuille de match                                | Feuille de match | Feuille de match                                                       |
| ---------------- | --- | ----------------------------------------------- | --- | ---------------------------------------------------------------------- |
|                  | Kniter (Margoulis, Nosankov) — 1 min 53 s Rosenthal (Klein, Maaravi) — 3 min 27 s Spektor — 5 min 30 s (IN) Spektor (Aharonovich, Mazour) — 16 min 18 s Pyshkin (Klein) — 17 min 7 s - Aharonovich (Klein, Pyshkin) — 24 min 50 s (IN) Shwarzman (Mazour, Spektor) — 26 min 23 s - Spivak (Pyshkin, Shwarzman) — 56 min 43 s - | 1-0 2-0 3-0 4-0 5-0 5-1 6-1 7-1 7-2 7-3 8-3 8-4 | - Ri C. (Kim Kw., Kim N.) — 19 min 44 s (IN) - Hong (Ri C.) — 37 min 19 s Kim Ku. — 56 min 16 s (SN) - Kim Ku. (Ri C.) — 59 min 59 s (IN) | Arbitrage : Mario Maillet Juges de lignes William Hancock II Jos Korte |
| Gokhberg         | Gardiens | Pak K. (5 min 30 s) Pak I. (54 min 30 s)        | | Arbitrage : Mario Maillet Juges de lignes William Hancock II Jos Korte |
| 44 min           | Pénalités | 36 min                                          | | Arbitrage : Mario Maillet Juges de lignes William Hancock II Jos Korte |
| 38               | Tirs | 42                                              | | Arbitrage : Mario Maillet Juges de lignes William Hancock II Jos Korte |

| 10 avril 2016 | Australie | 14-0 (2-0, 6-0, 6-0) | Bulgarie | Icedome 150 spectateurs |

| Feuille de match               | Feuille de match | Feuille de match                                             | Feuille de match | Feuille de match                                                              |
| ------------------------------ | --- | ------------------------------------------------------------ | ---------------- | ----------------------------------------------------------------------------- |
|                                | Schlamp (Darge, Todd) — 14 min 46 s Tesarik (Malloy, Darge) — 15 min 16 s Humphries (Byers, McKenzie) — 23 min (IN) Todd (Kyros) — 27 min 43 s Todd — 31 min 42 s Darge (Jones, Byers) — 32 min 23 s Baranzelli (Huxley, Darge) — 36 min 16 s (SN) Todd (Kyros) — 39 min 48 s (IN) Webster (Malloy, Todd) — 40 min 43 s Schlamp (Darge, Todd) — 40 min 58 s Darge (Webster, Huxley) — 45 min 35 s Todd (Darge, Malloy) — 48 min 45 s Humphries (Webster, Kyros) — 52 min 52 s (SN) McKenzie (Tasarik, Jones) — 54 min 35 s | 1-0 2-0 3-0 4-0 5-0 6-0 7-0 8-0 9-0 10-0 11-0 12-0 13-0 14-0 | -                | Arbitrage : Stephen Thomson Juges de lignes Sem Ramirez Maarten van den Acker |
| Kimlin (40 min) Smart (20 min) | Gardiens | Dimitrov (40 min) Petkov (20 min)                            |                  | Arbitrage : Stephen Thomson Juges de lignes Sem Ramirez Maarten van den Acker |
| 8 min                          | Pénalités | 4 min                                                        |                  | Arbitrage : Stephen Thomson Juges de lignes Sem Ramirez Maarten van den Acker |
| 40                             | Tirs | 7                                                            |                  | Arbitrage : Stephen Thomson Juges de lignes Sem Ramirez Maarten van den Acker |

| 10 avril 2016 | Nouvelle-Zélande | 1-2 (0-0, 1-0, 0-2) | Mexique | Icedome 500 spectateurs |

| Feuille de match | Feuille de match         | Feuille de match | Feuille de match                                                     | Feuille de match                                                               |
| ---------------- | ------------------------ | ---------------- | -------------------------------------------------------------------- | ------------------------------------------------------------------------------ |
|                  | Cox — 22 min 43 s (TP) - | 1-0 1-1 1-2      | - Arroyo — 42 min 42 s (SN) Arroyo (Cervantes, Ugarte) — 43 min 37 s | Arbitrage : Miklos Haszonits Juges de lignes Michael Harrington James Kavanagh |
| Parry            | Gardiens                 | de Alba          |                                                                      | Arbitrage : Miklos Haszonits Juges de lignes Michael Harrington James Kavanagh |
| 12 min           | Pénalités                | 6 min            |                                                                      | Arbitrage : Miklos Haszonits Juges de lignes Michael Harrington James Kavanagh |
| 18               | Tirs                     | 26               |                                                                      | Arbitrage : Miklos Haszonits Juges de lignes Michael Harrington James Kavanagh |

| 12 avril 2016 | Australie | 11-3 (6-2, 3-0, 2-1) | Israël | Icedome 40 spectateurs |

| Feuille de match | Feuille de match | Feuille de match                                           | Feuille de match | Feuille de match                                                         |
| ---------------- | --- | ---------------------------------------------------------- | --- | ------------------------------------------------------------------------ |
|                  | - Stringer (Darge, Kyros) — 3 min 11 s Webster (Powell, Humphries) — 3 min 37 s Todd (Baranzelli, Kimlin) — 10 min 42 s (SN) Tesarik (Powell, Malloy) — 12 min 41 s (SN) Baranzelli (Darge, Todd) — 17 min 15 s (SN) McKenzie (Tesarik, Jones) — 17 min 36 s - Baranzelli (Webster, Powell) — 25 min 20 s McKenzie (Tesarik, Jones) — 26 min 58 s Darge (Baranzelli, Todd) — 34 min 25 s Tesarik (Webster, Powell) — 41 min 13 s (SN) Darge (Todd) — 48 min 23 s (IN) - | 0-1 1-1 2-1 3-1 4-1 5-1 6-1 6-2 7-2 8-2 9-2 10-2 11-2 11-3 | Rosenthal (Pyshkin, Shwarzman) — 49 s - Pyshkin (Spivak, Kafri) — 19 min 46 s (SN) - Rosenthal (Spivak, Aharonovich) — 53 min 9 s (2 SN) | Arbitrage : Mario Maillet Juges de lignes William Hancock II Sem Ramirez |
| Kimlin           | Gardiens | Gokhberg (20 min) Loginov (40 min)                         | | Arbitrage : Mario Maillet Juges de lignes William Hancock II Sem Ramirez |
| 69 min           | Pénalités | 30 min                                                     | | Arbitrage : Mario Maillet Juges de lignes William Hancock II Sem Ramirez |
| 47               | Tirs | 35                                                         | | Arbitrage : Mario Maillet Juges de lignes William Hancock II Sem Ramirez |

| 12 avril 2016 | Nouvelle-Zélande | 4-7 (0-0, 2-3, 2-4) | Corée du Nord | Icedome 50 spectateurs |

| Feuille de match | Feuille de match | Feuille de match                            | Feuille de match | Feuille de match                                                              |
| ---------------- | --- | ------------------------------------------- | --- | ----------------------------------------------------------------------------- |
|                  | Frear (Sandoy, Darling) — 22 min 3 s - Henderson (Heyd, Ratcliffe) — 30 min 22 s (SN) - Cox — 46 min 21 s - Cox (Heyd) — 47 min 55 s - | 1-0 1-1 2-1 2-2 2-3 2-4 3-4 3-5 4-5 4-6 4-7 | - Ri P. (Kim H.) — 22 min 24 s - Kang I. (Kim M., Kim Kw.) — 35 min 19 s Kang I. (Kim M.) — 38 min 18 s (SN) Hong (Ri C., An) — 40 min 58 s (2 SN) - Hong (Ri C., Ri P.) — 47 min 28 s (SN) - Ri C. — 58 min 55 s (CV) Kim M. — 59 min 22 s (CV) | Arbitrage : Stephen Thomson Juges de lignes Michael Harrington James Kavanagh |
| Parry            | Gardiens | Pak K.                                      | | Arbitrage : Stephen Thomson Juges de lignes Michael Harrington James Kavanagh |
| 46 min           | Pénalités | 8 min                                       | | Arbitrage : Stephen Thomson Juges de lignes Michael Harrington James Kavanagh |
| 30               | Tirs | 44                                          | | Arbitrage : Stephen Thomson Juges de lignes Michael Harrington James Kavanagh |

| 12 avril 2016 | Mexique | 10-1 (4-0, 4-1, 2-0) | Bulgarie | Icedome 500 spectateurs |

| Feuille de match                               | Feuille de match | Feuille de match                             | Feuille de match                   | Feuille de match                                                            |
| ---------------------------------------------- | --- | -------------------------------------------- | ---------------------------------- | --------------------------------------------------------------------------- |
|                                                | Arroyo (Gomez) — 47 s de la Vega (Majul, Arroyo) — 6 min 19 s (SN) Majul (Ugarte, Cervantes) — 19 min 50 s () Chabat (Gomez) — 19 min 59 s (2 SN) Gomez (Gutierrez, Escandon) — 24 min (SN) - Chabat (Ugarte, Majul) — 31 min 8 s Majul (Cervantes, Arroyo) — 34 min 28 s (SN) Gutierrez (de la Vega) — 35 min 40 s Carrero (de la Vega, Duenas) — 42 min 41 s Arroyo (Smithers, Gomez) — 56 min 54 s | 1-0 2-0 3-0 4-0 5-0 5-1 6-1 7-1 8-1 9-1 10-1 | - Dikov (Iskrenov) — 27 min 37 s - | Arbitrage : Martin de Wilde Juges de lignes Jos Korte Maarten van den Acker |
| de la Garma (31 min 8 s) de Alba (28 min 52 s) | Gardiens | Dimitrov                                     |                                    | Arbitrage : Martin de Wilde Juges de lignes Jos Korte Maarten van den Acker |
| 10 min                                         | Pénalités | 22 min                                       |                                    | Arbitrage : Martin de Wilde Juges de lignes Jos Korte Maarten van den Acker |
| 43                                             | Tirs | 7                                            |                                    | Arbitrage : Martin de Wilde Juges de lignes Jos Korte Maarten van den Acker |

| 14 avril 2016 | Bulgarie | 1-14 (0-6, 1-6, 0-2) | Nouvelle-Zélande | Icedome |

| Feuille de match | Feuille de match | Feuille de match | Feuille de match | Feuille de match            |
| ---------------- | ---------------- | ---------------- | ---------------- | --------------------------- |
|                  |                  |                  |                  | Arbitrage : Juges de lignes |
|                  |                  |                  |                  |                             |
|                  |                  |                  |                  |                             |
|                  |                  |                  |                  |                             |

| 14 avril 2016 | Corée du Nord | 1-22 (1-5, 0-9, 0-8) | Australie | Icedome |

| Feuille de match | Feuille de match | Feuille de match | Feuille de match | Feuille de match            |
| ---------------- | ---------------- | ---------------- | ---------------- | --------------------------- |
|                  |                  |                  |                  | Arbitrage : Juges de lignes |
|                  |                  |                  |                  |                             |
|                  |                  |                  |                  |                             |
|                  |                  |                  |                  |                             |

| 14 avril 2016 | Israël | 3-9 (2-2, 0-4, 1-3) | Mexique | Icedome |

| Feuille de match | Feuille de match | Feuille de match | Feuille de match | Feuille de match            |
| ---------------- | ---------------- | ---------------- | ---------------- | --------------------------- |
|                  |                  |                  |                  | Arbitrage : Juges de lignes |
|                  |                  |                  |                  |                             |
|                  |                  |                  |                  |                             |
|                  |                  |                  |                  |                             |

| 15 avril 2016 | Australie | 6-2 (2-0, 4-0, 0-2) | Nouvelle-Zélande | Icedome |

| Feuille de match | Feuille de match | Feuille de match | Feuille de match | Feuille de match            |
| ---------------- | ---------------- | ---------------- | ---------------- | --------------------------- |
|                  |                  |                  |                  | Arbitrage : Juges de lignes |
|                  |                  |                  |                  |                             |
|                  |                  |                  |                  |                             |
|                  |                  |                  |                  |                             |

| 15 avril 2016 | Bulgarie | 3-5 (1-1, 2-2, 0-2) | Israël | Icedome |

| Feuille de match | Feuille de match | Feuille de match | Feuille de match | Feuille de match            |
| ---------------- | ---------------- | ---------------- | ---------------- | --------------------------- |
|                  |                  |                  |                  | Arbitrage : Juges de lignes |
|                  |                  |                  |                  |                             |
|                  |                  |                  |                  |                             |
|                  |                  |                  |                  |                             |

| 15 avril 2016 | Mexique | 5-3 (0-1, 3-0, 2-2) | Corée du Nord | Icedome |

| Feuille de match | Feuille de match | Feuille de match | Feuille de match | Feuille de match            |
| ---------------- | ---------------- | ---------------- | ---------------- | --------------------------- |
|                  |                  |                  |                  | Arbitrage : Juges de lignes |
|                  |                  |                  |                  |                             |
|                  |                  |                  |                  |                             |
|                  |                  |                  |                  |                             |

## Classement final
| Clt   | Équipe            | PJ | V | VP | D | DP | BP | BC | Diff | Pts |
| ----- | ----------------- | -- | - | -- | - | -- | -- | -- | ---- | --- |
| +001, | Australie (R)     | 5  | 4 | 1  | 0 | 0  | 58 | 10 | +48  | 14  |
| +002, | Mexique           | 5  | 4 | 0  | 0 | 1  | 30 | 13 | +17  | 13  |
| +003, | Israël            | 5  | 2 | 0  | 3 | 0  | 22 | 33 | -11  | 6   |
| +004, | Nouvelle-Zélande  | 5  | 2 | 0  | 3 | 0  | 27 | 19 | +8   | 6   |
| +005, | Corée du Nord (P) | 5  | 2 | 0  | 3 | 0  | 24 | 42 | -18  | 6   |
| +006, | Bulgarie          | 5  | 0 | 0  | 5 | 0  | 8  | 52 | -44  | 0   |

- Promu en Division IIA en 2017
- Relégué en Division III en 2017

Pour les significations des abréviations, voir statistiques du hockey sur glace.

## Récompenses et statistiques individuelles
Meilleurs joueurs
- Gardien : Anthony Kimlin (Australie)
- Défenseur : Paul Baranzelli (Australie)
- Attaquant : Hector Majul (Mexique)

| Clt | Joueur           | Équipe           | PJ | B  | A  | Pts | Pun | +/- |
| --- | ---------------- | ---------------- | -- | -- | -- | --- | --- | --- |
| 1   | Wehebe Darge     | Australie        | 5  | 11 | 13 | 24  | 2   | +25 |
| 2   | Cameron Todd     | Australie        | 5  | 8  | 13 | 21  | 14  | +23 |
| 3   | Lliam Webster    | Australie        | 5  | 5  | 11 | 16  | 18  | +5  |
| 4   | Mitch Humphries  | Australie        | 5  | 8  | 5  | 13  | 4   | +2  |
| 5   | Hector Majul     | Mexique          | 5  | 7  | 6  | 13  | 16  | +7  |
| 6   | Adrian Cervantes | Mexique          | 5  | 3  | 10 | 13  | 6   | +8  |
| 7   | Brian Arroyo     | Mexique          | 5  | 8  | 4  | 12  | 2   | 0   |
| 8   | Thomas Powell    | Australie        | 5  | 2  | 10 | 12  | 4   | 0   |
| 9   | Rbert Malloy     | Australie        | 5  | 2  | 9  | 11  | 2   | +14 |
| 10  | Andrew Cox       | Nouvelle-Zélande | 5  | 5  | 5  | 10  | 14  | +6  |

| Clt | Joueur             | Équipe           | PJ | Min      | BC | Moy   | %Arr  | Bl |
| --- | ------------------ | ---------------- | -- | -------- | -- | ----- | ----- | -- |
| 1   | Anthony Kimlin     | Australie        | 5  | 254 h 56 | 10 | 2,35  | 90,83 | 0  |
| 2   | Alfonso de Alba    | Mexique          | 3  | 148 h 52 | 4  | 1,61  | 89,47 | 0  |
| 3   | Richard Parry      | Nouvelle-Zélande | 5  | 258 h 48 | 16 | 3,71  | 88,73 | 0  |
| 4   | Maxim Gokhberg     | Israël           | 4  | 173 h 40 | 18 | 6,22  | 85,00 | 0  |
| 5   | Andres de la Garma | Mexique          | 3  | 154 h 50 | 9  | 3,49  | 83,93 | 0  |
| 6   | Dimitar Dimitrov   | Bulgarie         | 5  | 211 h 8  | 38 | 10,80 | 77,38 | 0  |
| 7   | Pak Kuk-chol       | Corée du Nord    | 5  | 184 h 59 | 22 | 7,14  | 75,00 | 0  |
| 8   | Alexander Loginov  | Israël           | 4  | 126 h 20 | 15 | 7,12  | 70,00 | 0  |

Pour les significations des abréviations, voir statistiques du hockey sur glace.
Nota : seuls sont classés les gardiens ayant joué au minimum 40 % du temps de jeu de leur équipe.